# 两都赋
两都赋，东汉班固作品，分《西都赋》、《东都赋》两篇。两都指的是东汉西都長安和東都洛陽。此賦由假想人物描述两都繁華，歌頌漢國勢，為漢賦中的精品。影响到后来张衡的《二京赋》和左思的《三都赋》。

## 延伸閱讀
- 康达维：〈汉颂——论班固《东都赋》和同时代的京都赋（页面存档备份，存于）〉。
- 何沛雄：〈《两都赋》和《二京赋》的历史价值（页面存档备份，存于）〉。